# Beziehungen zwischen der Deutschen Demokratischen Republik und Portugal
Die Beziehungen zwischen der Deutschen Demokratischen Republik und Portugal beschreiben das zwischenstaatliche Verhältnis zwischen der DDR und Portugal. Die Länder unterhielten zwischen 1973 und 1990 diplomatische Beziehungen.
Die Beziehungen zwischen der DDR und Portugal spielten keine bestimmende Rolle in der breiten Gesellschaft beider Staaten, hatten aber politische und diplomatische Bedeutung und sorgten zudem bei einer Vielzahl involvierter und interessierter Bürger in beiden Ländern für anhaltendes Interesse und gegenseitige Bindungen. Für Wissenschaftler, insbesondere für Historiker sind die Beziehungen bis heute von Interesse. So werden am 5. und 6. Dezember 2019 in einer öffentlichen zweitägigen Tagung an der Universität Chemnitz die vielschichtigen bilateralen Beziehungen aufgearbeitet. Unter dem Titel „Die DDR vs. Portugal zwischen Diktatur, Kolonialkrieg, Revolution und Demokratie (1960–1990)“ gehen Wissenschaftler verschiedener Hochschulen aus ganz Deutschland und aus Portugal den Beziehungen in einer Vielzahl Fragestellungen und Gesichtspunkten auf den Grund.

## Geschichte

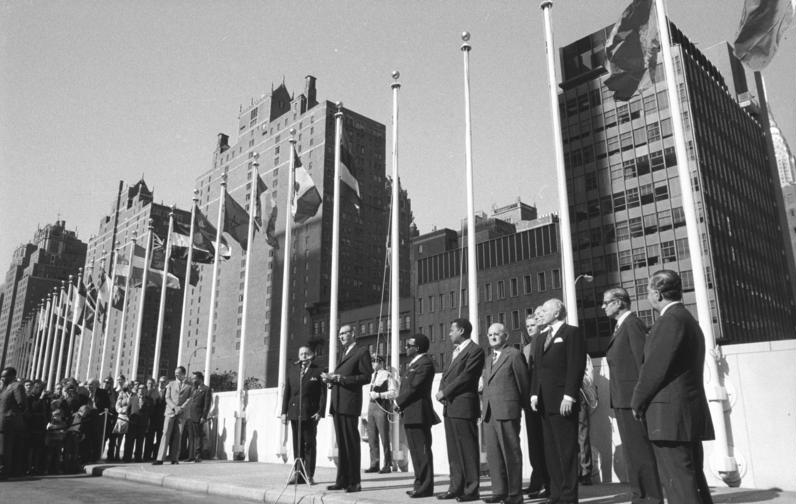
Aufnahme der DDR in die UNO, New York, 18. September 1973

Mit der Aufnahme der DDR in die UNO 1973 begannen die ersten offiziellen diplomatischen Beziehungen zwischen der DDR und Portugal. Erst nach der Nelkenrevolution 1974 und damit dem Ende der antikommunistischen autoritären Estado Novo-Diktatur in Portugal nahmen die beiden Länder dann auch direkte diplomatische Beziehungen auf.
Insbesondere der DDR-Journalist Klaus Steiniger berichtete laufend u. a. für das Staatsorgan Neues Deutschland über den Fortgang der Nelkenrevolution vor Ort.
Am 16. Juni 1974 nahm mit Erich Butzke erstmals ein Botschafter der DDR in Portugal seine Arbeit auf.
Am 4. September 1974 begann mit der Akkreditierung von João Carlos Bessa Pinto Versteeg die erste portugiesische Botschaft in Ost-Berlin ihre Tätigkeit.
Nach dem Ende des Portugiesischen Kolonialreichs 1975 begann die DDR auch Beziehungen zu ehemaligen portugiesischen Kolonien, insbesondere zu Mosambik, Angola und São Tomé und Príncipe. Sie wurden ebenso Ziel der DDR-Entwicklungshilfe wie der portugiesischen Entwicklungshilfe. Während jedoch vor allem Mosambik Schwerpunkt der DDR-Arbeit wurde, richtete sich die Aufmerksamkeit der portugiesischen Zusammenarbeit eher auf die politisch stabileren Inselstaaten Kap Verde und São Tomé und Príncipe und dem Aufbau ihrer Institutionen und Verwaltungen.
1976 gingen die traditionsreichen Universitätsstädte Halle und Coimbra eine Städtefreundschaft ein, die erste deutsch-portugiesische Städtepartnerschaft überhaupt.
Im weiteren Verlauf der portugiesischen Revolution setzten sich die bürgerlichen Kräfte im MFA und anderen Gremien immer weiter durch. In der Folge nahmen auch die Beziehungen Portugals zur DDR und den meisten anderen Ostblockstaaten nicht weiter zu, und das Land näherte sich stattdessen immer stärker der westlichen Europäischen Wirtschaftsgemeinschaft (EWG) an.
1986 trat Portugal schließlich der EWG bei. 1990 hörte die DDR auf zu existieren.

## Diplomatie

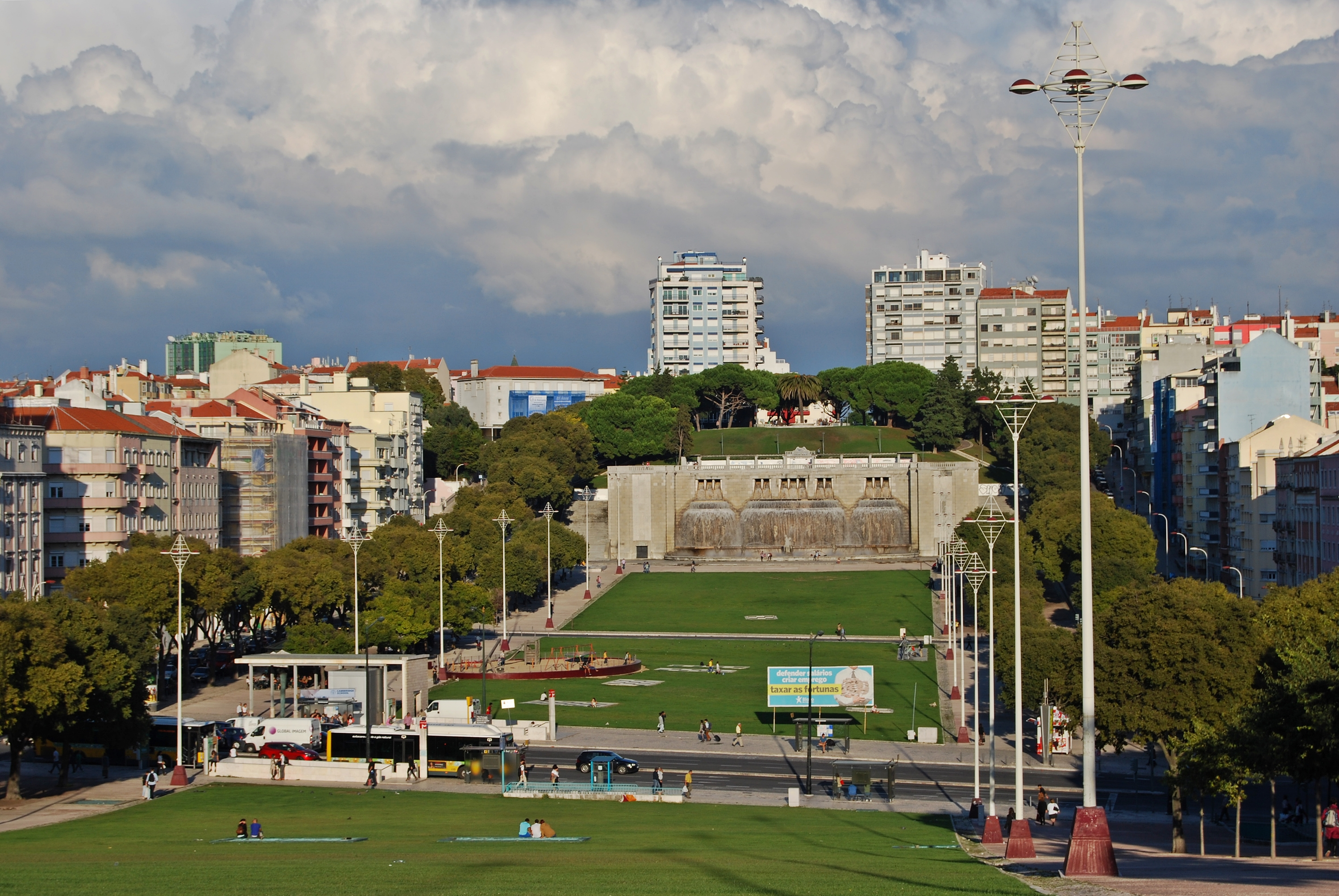
Die Alameda Afonso Henriques in Lissabon, im Hintergrund das Hochhaus Casa Azul (Mitte-links), ehemals Sitz der DDR-Botschaft

Am 16. Juni 1974 nahm die DDR-Botschaft in Portugal ihre Arbeit auf. Sie war in dem Hochhaus Casa Azul in der Rua Barão de Sabrosa untergebracht. Mit dem Ende der DDR endete 1990 auch die Amtszeit des letzten DDR-Botschafters in Portugal, Julian Hollender.
Seit dem 3. September 1974 unterhielt Portugal eine eigene Botschaft in der DDR. Sie residierte in der Mitte Ost-Berlins, in der Otto-Grotewohl-Straße 3a (heutige Bezeichnung Wilhelmstraße 66). Mit der Auflösung der DDR 1990 endete auch die portugiesische Vertretung in Ost-Berlin, die nun auf die bestehende portugiesische Botschaft in Bonn überging (seit 1999 Portugiesische Botschaft in Berlin).

## Kultur
Am 4. Dezember 1974 gründete sich in Lissabon die Gesellschaft Portugal-DDR. Erster Präsident wurde João Freitas Branco (Staatssekretär für Kultur), Vizepräsident war Alexandre Babo (Schriftsteller und Theaterregisseur). Der in der DDR auch als Freundschaftsgesellschaft Portugal—DDR bekannte Verein organisierte neben kulturellen Veranstaltungen und Ausstellungen über die DDR auch Reisen für Portugiesen in das sozialistische Deutschland. Die Freundschaftsgesellschaft Portugal-DDR wurde anlässlich des 30. Jahrestages der DDR am 31. Oktober 1979 mit dem Großen Stern der Völkerfreundschaft ausgezeichnet.
Nach dem Fall der Berliner Mauer 1989 kam es am 16. Januar 1990 zur Neugründung der Deutsch-Portugiesischen Gesellschaft in der DDR. Der Journalist Klaus Steiniger wurde Präsident. Am 27. September 1990 vereinigte sich die Gesellschaft mit der seit 1964 bestehenden westdeutschen Deutsch-Portugiesischen Gesellschaft.

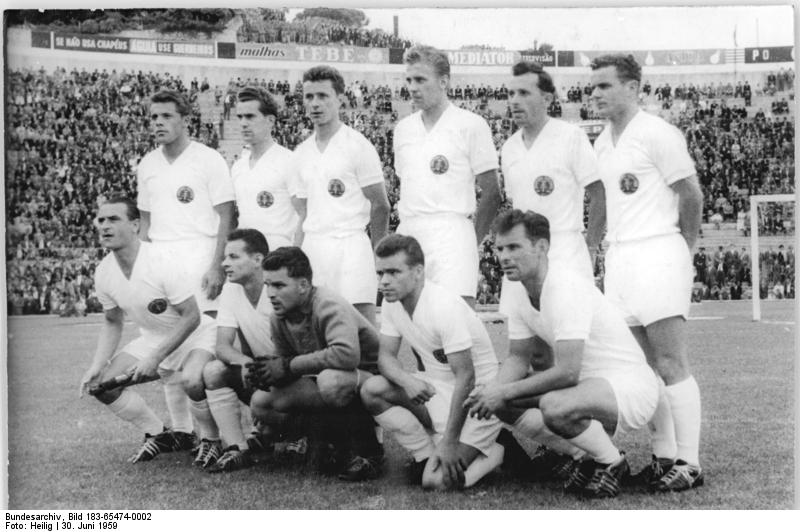
Die DDR-Auswahl am 28. Juni 1959 im Estádio das Antas in Porto; das Rückspiel zur EM-Qualifikation 1960 ging 3:2 für Portugal aus

## Sport
Die Fußballnationalmannschaft der DDR und die Nationalmannschaft Portugals trafen erstmals am 21. Juni 1959 aufeinander. Im Qualifikations-Hinspiel zur EM 1960 im Berliner Walter-Ulbricht-Stadion unterlag die DDR den Portugiesen dabei mit 0:2. In den insgesamt drei Begegnungen zwischen 1959 und 1986 gewann zweimal die portugiesische Auswahl und einmal die DDR-Mannschaft.
Bei der Internationalen Friedensfahrt trafen auch Radrennfahrer aus der DDR und aus Portugal zusammen. Der 21. Platz von Alexandre Manuel Costa Ruas 1981 gilt dabei als beste Platzierung eines Portugiesen bei der Friedensfahrt, während eine Reihe DDR-Fahrer die Fahrt gewinnen konnten.